# Ácido heptatriacontanoico
El ácido heptatriacontanoico, o ácido heptatriacontílico, es un ácido graso saturado de 37 carbonos (C37:0).

## Compuestos
El compuesto ácido 4,21-dimetil-5,19-di-(trans)-enoil-heptatriacontanoico es la "estructura del homólogo principal de los ácidos micobacterianos libres" de Mycobacterium brumae.

## Preparación
La patente estadounidense vencida 5502226 cubre un método de preparación de ácido ω-hidroxi que incluye ácido heptatriacontanoico.